# Xenoophorus captivus
Xenoophorus captivus är en fiskart som först beskrevs av Hubbs 1924.  Xenoophorus captivus ingår i släktet Xenoophorus och familjen Goodeidae. IUCN kategoriserar arten globalt som starkt hotad. Inga underarter finns listade i Catalogue of Life.